# 洪允成
洪 允成（ホン・ユンソン、こう いんせい、洪熙元年（1425年） - 成化11年9月8日（1475年10月7日））は、李氏朝鮮前期の文臣・軍人・政治家。世祖の最側近人士の一人である。もとの名は禹成。字は守翁、号は領海・傾海・鯨飮堂である。本貫は懐仁。

## 経歴・業績
1453年癸酉靖難に軍士を率いて皇甫仁・金宗瑞などを暗殺し、宮城を掌握し世祖即位後の靖難功臣2等官に叙勲されて礼曹参議となった。1455年には端宗の譲位を主導した功労で佐翼功臣3等官に叙勲された。
以降、礼曹参判、都鎮撫、礼曹判書などを歴任した。1460年に副将に任命されて大将申叔舟と一緒に女真族を討伐して帰って仁山君（インザングン、にんさんくん）に封爵された 。1467年に右議政、1468年に左議政、1469年に領議政を務めた。1471年に成宗の即位を支持した功労で佐理功臣1等官となって仁山府院君（インザンプウォングン、にんさんふいんくん）の爵位を受けた。

## 作品
- 星州世祖大王子胎室碑文

## 洪允成が登場する作品
- 韓明澮 〜朝鮮王朝を導いた天才策士〜（1994年、KBS。演：キム・ヒョンイル）
- 王と妃（1998年 - 2000年、KBS。演：キム・ヒョンイル）